# Julius Naue

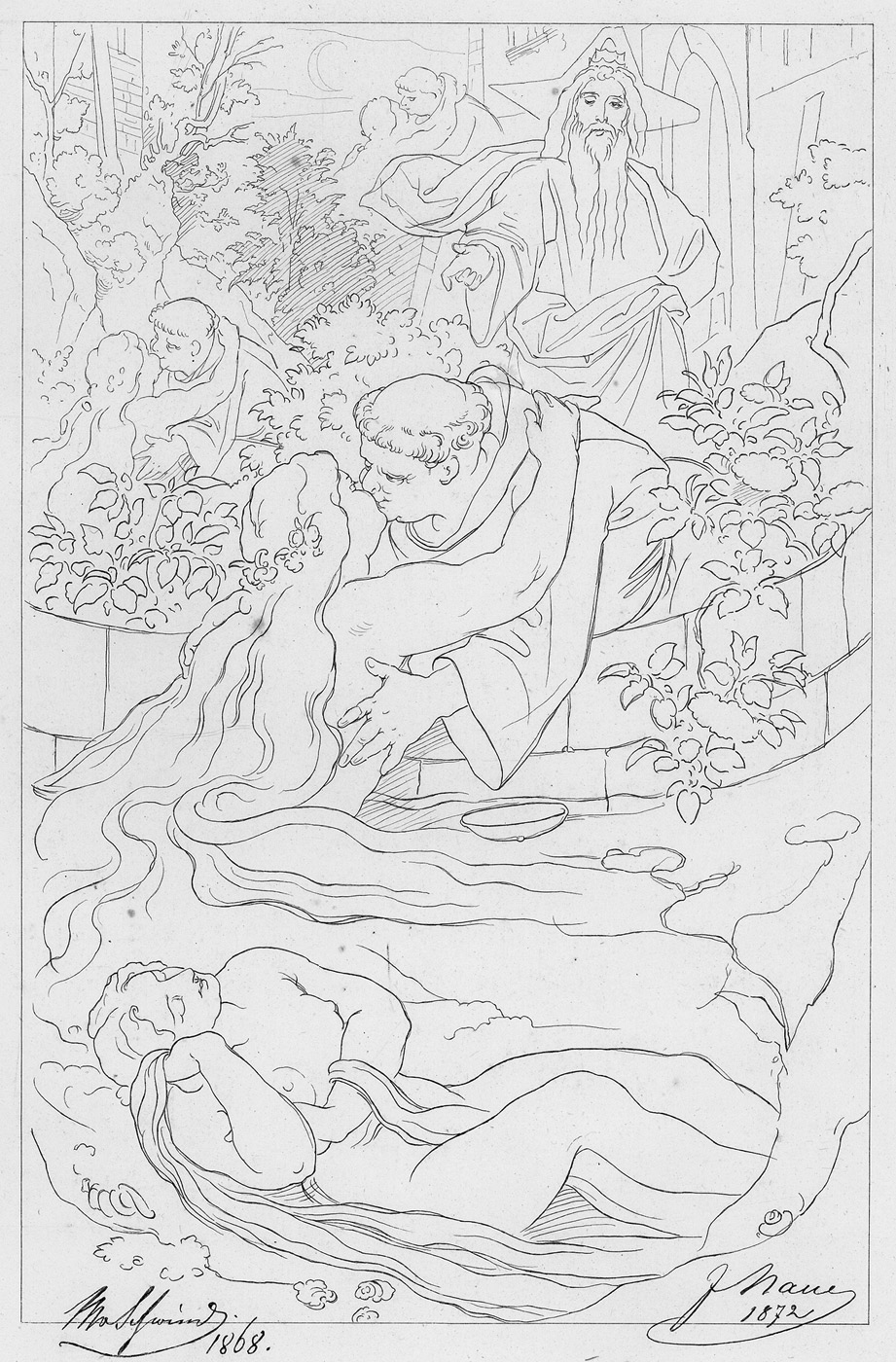
Ilustrace k Historie von der schönen Lau (1873)

Julius Naue (17. července 1833 Köthen, Sasko-Anhaltsko – 14. března 1907 Mnichov, Bavorsko) byl německý malíř, kreslíř, leptař a archeolog.

## Život
Julius Naue započal svoji uměleckou kariéru jako žák malíře Augusta von Krelinga v Norimberku. S jeho přímluvou přešel ve svých 26 letech do mnichovského ateliéru malíře Moritze von Schwinda, kde setrval do roku 1866. Během těchto let vznikla díla jako Verkündigung Maria (1862), Die nordische Sage (akvarel) (1864) a Der Krötenring (1865). V roce 1968 získal Naue zakázku na výzdobu soukromé vily třemi freskami: Germania, Roma, Alarich, Geiserich, Chlodwig, Alboin a Theoderich. V letech 1869-71 vytvořil patnáct velkých kartonů k dějinám stěhování národů, v letech 1872-73 vznikl cyklus akvarelů o Prométheovi a v letech 1873-74 vyzdobil plesový sál Římského domu v Lipsku obrazovým cyklem Popelka Moritze von Schwinda. V roce 1873 byla ve zdobné historizující vazbě vydána povídka Historie von der schönen Lau romantického spisovatele Eduarda Morika. Julius Naue přispěl svými skicami podle ilustrací Moritze von Shwinda. Zimu roku 1874 strávil Naue v Říme. Mezi roky 1875 a 1877 zhotovil cyklus fresek na téma Osud bohů podle německého hrdinského eposu pro jeden hamburský dům a roku 1879 namaloval sedm temperových obrazů s náměty eposu Helgi und Sigru.
Do povědomí archeologické veřejnosti vstoupil Naue v roce 1884 přednáškou o prehistorických mečích přednesenou pro Antropologickou společnost v Mnichově. Jeho práce se týkala především průzkumu mohyl doby bronzové. Jako samouk předložil Naue celou řadu drobných prací, které byly později akceptovány jako základ pro jeho dizertační práci Die Hügelgräber zwischen Ammer- und Staffelsee na univerzitě v Tübingen, kde promoval v roce 1887. Z jeho projektu řady publikací Doba bronzová v horním Bavorsku (Die Bronzezeit in Oberbayern) vyšel pouze první díl založený na přepracované dizertační práci.
Julius Naue zemřel 14. dubna roku 1907 v Mnichově ve věku 73 let.

## Dílo

### Výtvarná díla
- Verkündigung Mariae (1862)
- Die nordische Sage (1864)
- Der Krötenring (1865)
- Das Märchen von Kaiser Heinrich I. und der Prinzessin Ilse (1866)
- Amalasuntha. Porträt der Ostgotenkönigin (1872)
- Das Schicksal der Götter nach der Deutschen Heldensage (1877)
- Helgi und Sigrun (1879)

### Archeologické publikace
- Die Hügelgräber zwischen Ammer- und Staffelsee. Stuttgart 1887 (zugl. Univ. Diss. Tübingen 1887)
- Die Bronzezeit in Oberbayern – Ergebnisse der Ausgrabungen und Untersuchungen von Hügelgräbern der Bronzezeit zwischen Ammer- und Staffelsee und in der Nähe des Starnbergersees. Band 1, München, Piloty & Löhle, 1894